# V605 Aquilae
V605 Aquilae (V605 Aql / Nova Aquilae 1919) es la estrella central de la nebulosa planetaria Abell 50 situada en la constelación de  Aquila.
La distancia a la que se encuentra respecto al sistema solar es incierta, pero se estima que puede ser de 11.500 años luz —3500 parsecs—.

## Historia
En 1919 el astrónomo Max Wolf observó en la constelación de Aquila una estrella que se iluminó, inicialmente clasificada como Nova Aquilae 4 y luego llamada Nova Aquilae 1919 o V605 Aquilae.
Su espectro reveló que era una gigante deficiente en hidrógeno muy semejante a las variables R Coronae Borealis.
Durante dos años su brillo aumentó hasta magnitud +10,2 y su temperatura efectiva era entonces de aproximadamente 5000 K.
Fue en 1971 cuando se descubrió que V605 Aquilae se encontraba en el centro de una tenue nebulosa planetaria de unos 20.000 años de antigüedad.
Posteriormente se detectó, en el centro geométrico de la misma, el crecimiento de un punto deficiente en hidrógeno. Hoy, se estima que la temperatura de la estrella central alcanza la cifra de 95.000 K.

## Explicación de las observaciones
V605 Aquilae es una estrella que se halla en las fases finales de su evolución estelar.
Hoy, la explicación más aceptada de las pasadas observaciones es que la estrella experimentó un «flash de helio final» que expulsó material recientemente procesado al centro de la nebulosa.
Por su espectro y composición química, V605 Aquilae tiene tipo espectral Wolf-Rayet, clase que comprende aproximadamente el 15% de todas las estrellas centrales de nebulosas. Las fracciones de masa atmosférica de V605 Aquilae son un 40% de carbono, un 54% de helio y un 5% de oxígeno, en línea con las predicciones para una estrella «post-flash final».
El episodio del flash de helio final es astronómicamente muy breve, de ahí que la observación de una estrella en dicha fase sea sumamente rara. Sin embargo, el flash final es de hecho un acontecimiento bastante común en la evolución estelar, ya que lo experimentan entre el 10% y el 25% de todas las estrellas que evolucionan fuera de la rama asintótica gigante.
Como cabe esperar, son muy pocas las estrellas de las que se tienen pruebas claras de que están experimentando el flash final: además de V605 Aquilae, sólo están documentadas como tales el Objeto de Sakurai (V4334 Sagittarii) y FG Sagittae.
En particular, V605 Aquilae y el Objeto de Sakurai muestran notables similitudes.
Sin embargo, el material expulsado por V605 Aquilae durante el episodio de 1919 es sumamente rico en neón, por lo que se ha sugerido que puede provenir de una estrella de oxígeno-neón-magnesio, como es el caso de las llamadas «novas de neón».
Se han propuesto dos posibles escenarios; el primero invoca la fusión de una estrella de la secuencia principal y una enana blanca masiva de oxígeno-neón-magnesio, mientras que el segundo implica una nova clásica de oxígeno-neón-magnesio que tiene lugar poco después de un flash de helio final.